# Pa'l Norte 2018
Pa'l Norte 2018 fue la séptima edición del festival. Tuvo lugar los días 20 y 21 de abril en el Parque Fundidora, Monterrey.

## Desarrollo
La preventa dió inicio con el boleto tempranero los días 30 de noviembre y 1 de diciembre para clientes Banregio, con un costo inicial de $1360 para el abono general y $2360 para el abono VIP.
Previo al inicio del festival se confirmó récord de asistencia respecto a ediciones anteriores, con un soldout de 210 000 boletos vendidos.
Durante la edición 2018, el festival expandió su área significativamente hacia el oriente del Parque Fundidora por el costado de la avenida Madero, ahora incluyendo la totalidad del Lago Aceración; de esta manera, separando por primera vez los dos escenarios principales en lados completamente opuestos. Además, contó con la incorporación del escenario “Acústico” donde los invitados ofrecen un show en una distinta modalidad, con una experiencia más íntima y relajada.

## Line up
El cartel se anunció el 13 de diciembre de 2017, contando con más de 70 artistas distribuidos en 7 escenarios. Tuvo la participación de: Muse, Queens of the Stone Age, Zoé, Bunbury, Justice, Franz Ferdinand, Molotov, entre otros. El 10 de abril se confirmaron los horarios para ambas jornadas, contando por primera vez con la participación de bandas regionales populares en el Pilo’s Bar.

### Tecate Light
| Viernes                                                                   | Sábado |
| ------------------------------------------------------------------------- | --- |
| - Muse - Zoé - Fobia - Natalia Lafourcade - Camilo VII - Jonáz - Rey Pila | - Molotov - Queens of the Stone Age - Bunbury - Don Diablo - Enjambre - El Gran Silencio - La Vida Bohème - Elsa y Elmar |

### Tecate Original
| Viernes                                                                     | Sábado |
| --------------------------------------------------------------------------- | --- |
| - Los Auténticos Decadentes - Franz Ferdinand - Cheat Codes - DLD - Costera | - Justice - Panteón Rococó - Farruko - Morat - Nothing But Thieves - Comisario Pantera - Los de Abajo - CHDKF |

### Escenario AT&T
| Viernes                                                                                              | Sábado |
| --- | --- |
| - Gondwana - Sebastián Yatra - Band of Horses - Richard Ashcroft - The Last Internationale - La Toma | - Bersuit Vergarabat - Zona Ganjah - Miranda! - División Minúscula - Monsieur Periné - Paté de Fuá - Izal - Sabino |

### Club Social
| Viernes | Sábado |
| --- | --- |
| - Gryffin - Mike Perry - SNBRN - Lauren Lane - Ghetto Kids - Gil Montiel - Noise Cans - Israel Torres - Mawbb - Nurrydog - Leon Leiden | - Autograf - Jillionaire - The Knocks - Win & Woo - Madds - Future Feelings - Lujavo - Ilse Hendrix - Marcelo Gamboa - Broncowave - Fancy Folks - Ambroz - Chelsea Leyland - Armi Diamonds - Anthon Dunix |

### Sorpresa Viva[8]
| Viernes                  | Sábado                    |
| ------------------------ | ------------------------- |
| - Bacilos - Kumbia Kings | - Garibaldi - Los del Río |

### Acústico Banregio
| Viernes                  | Sábado                         |
| ------------------------ | ------------------------------ |
| - Javier Blake - Volován | - DLD - Enjambre - Genitallica |

### Pilo’s Bar
| Viernes                       | Sábado                                       |
| ----------------------------- | -------------------------------------------- |
| - Fara Fara - Sonora Dinamita | - Fara Fara - Los KDTS de Linares - Becerros |